# 3.º Prêmio APCT
O 3.º Prêmio APCT foi um evento organizado pela Associação Paulista de Críticos Teatrais (APCT) com o propósito de premiar os melhores de 1958 no teatro brasileiro.
Os vencedores foram anunciados no dia 6 de janeiro de 1959 após assembleia extraordinária da APCT. A cerimônia de premiação ocorreu em 16 de março de 1959 no auditório da Associação Comercial de São Paulo. Os vencedores receberam medalhas e diplomas.

## Vencedores
| Categoria             | Vencedor                                        |
| --------------------- | ----------------------------------------------- |
| Espetáculo            | A Alma Boa de Setsuan                           |
| Autor                 | Jorge Andrade Pedreira das Almas                |
| Tradutor              | Luís de Lima Espetáculo Ionesco                 |
| Diretor               | Antunes Filho O Diário de Anne Frank            |
| Atriz                 | Fernanda Montenegro Vestir os Nus               |
| Ator                  | Leonardo Villar Panorama Visto da Ponte         |
| Cenógrafo             | Tulio Costa A Alma Boa de Setsuan               |
| Figurinista           | Darcy Penteado Pedreira das Almas               |
| Coadjuvante feminino  | Lélia Abramo Eles não Usam Black-tie            |
| Coadjuvante masculino | Sadi Cabral A Alma Boa de Setsuan               |
| Revelação de autor    | Gianfrancesco Guarnieri Eles não Usam Black-tie |
| Revelação de diretor  | Flávio Rangel Juvetude Sem Dono                 |
| Revelação de atriz    | Miriam Mehler Eles não Usam Black-tie           |
| Revelação de ator     | Eduardo Waddington O Panorama Visto da Ponte    |
| Revelação de figurino | Malgasi Costa                                   |
| Personalidade         | Jânio Quadros                                   |
| Prêmio especial       | Franco Zampari (10 anos de TBC)                 |

Votaram: Barros Bella, Clóvis Garcia, Décio de Almeida Prado, Egas Muniz, Enrico Schaeffer, Horácio de Andrade, José Neistein, Maria José de Carvalho, Miroel Silveira, Nelson Xavier e Paulo Fábio